# Lambert (Musiker)

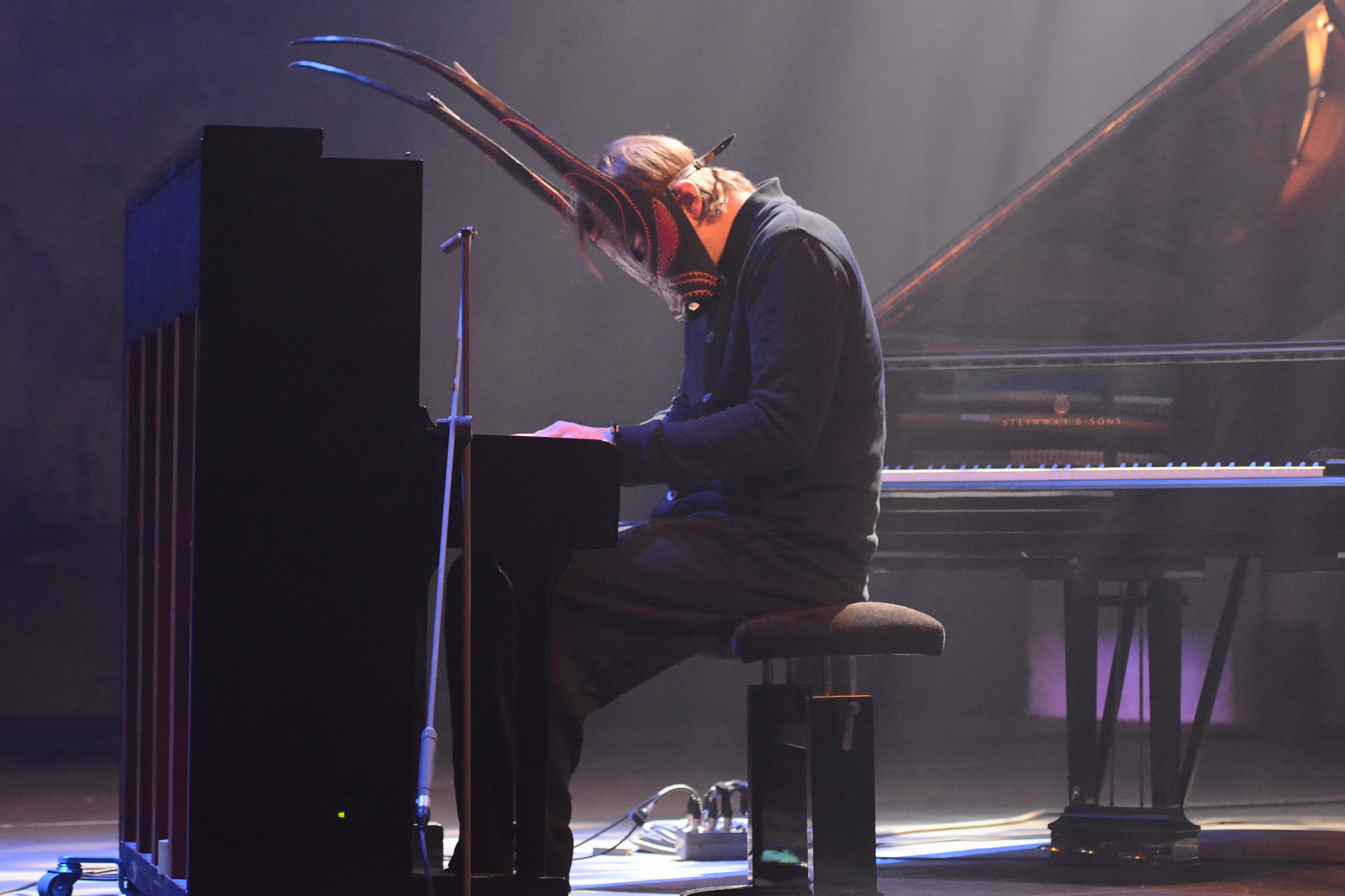
Lambert beim Traumzeit-Festival 2014 in Duisburg

Lambert (* 1982/1983 in Hamburg) ist ein in Berlin lebender Pianist, Komponist und Produzent aus Hamburg.

## Leben
Der unter dem Pseudonym Lambert bekannte Musiker ist ausgebildeter Jazzpianist und wurde vor allem durch sogenannte Re-Works bekannt, bei denen er bekannte Stücke auf dem Klavier neu interpretierte und über die Videoplattform YouTube veröffentlichte. Er erlangte im Jahre 2014 mit seinem gleichnamigen Album den musikalischen Durchbruch. Das Album, das auf dem Berliner Label Staatsakt veröffentlicht wurde, hat Lambert selbst produziert, und es wurde von Nils Frahm abgemischt und gemastert.
Besonderes Merkmal des Musikers ist, dass er in der Öffentlichkeit stets mit einer sardischen Stiermaske auftritt, die oft fälschlicherweise als Antilopenmaske bezeichnet wird.
Lambert lebt in Berlin-Neukölln.

## Diskografie

### Alben
- 2014: Lambert (Staatsakt)
- 2015: Stay in the Dark (Staatsakt)
- 2016: Excess / The Improv Tape (Dauw)
- 2017: Sweet Apocalypse (Mercury KX)
- 2018: We Share Phenomena mit Brookln Dekker (BMG Rights Management)
- 2019: True (Mercury KX)
- 2021: False (Mercury KX)
- 2021: Positive mit Stimming (XXIM Records)
- 2022: Open (Mercury KX)
- 2024: Actually good (Mercury KX)

### EPs
- 2016: The Lost Tapes (Vinyl, Staatsakt)
- 2018: Exodus mit Stimming (Kryptox)
- 2019: Alone (Mercury KX)
- 2020: Alone II (Mercury KX)

### Filmmusik
- 2015: Hedi Schneider steckt fest
- 2017: Los días más oscuros de nosotras (The Darkest Days of Us)
- 2020: Miss
- 2022: Alles in bester Ordnung